# Goldstone Deep Space Communications Complex
Pour les articles homonymes, voir Goldstone.
Le Goldstone Deep Space Communications Complex (GDSCC), en français Centre de Communications Spatiales Longues Distances de Goldstone — communément nommé Goldstone Observatory — est situé à Fort Irwin, dans le désert des Mojaves, en Californie, aux États-Unis, à environ 60 kilomètres au nord de Barstow. Sous la responsabilité du Jet Propulsion Laboratory, son but est d'assurer les communications et le suivi des missions spatiales. L'observatoire fait partie du Deep Space Network de la NASA. Le centre est l'un des trois centres de ce type au monde, les autres se trouvant en Espagne et en Australie.

## Histoire
Le 20 juin 1963, la NASA donna mandat à la Rohr Corporation de construire la première antenne de 64 mètres à Goldstone, le contrat portait sur un montant de 12 millions de $. La première réception d'un signal émis par un véhicule spatial eut lieu le 18 mars 1966, la transmission provenait de Mariner 4.
Dans les années qui suivirent, l'antenne joua un rôle majeur dans la réception des signaux des missions Apollo, Viking et Voyager.
Afin de suivre l'atterrissage des missions Apollo sur la lune, la NASA installa des antennes de 26 mètres à Goldstone, Honeysuckle Creek en Australie et Fresnedilla en Espagne.

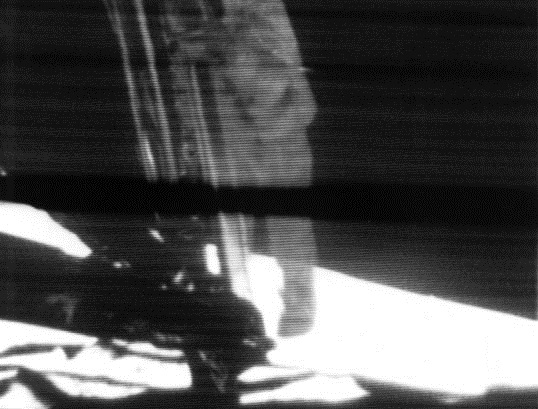
Image de Neil Armstrong avant son 1er pas sur la Lune.

## Recherches
Les radiotélescopes de Goldstone sont également utilisés pour la recherche des interactions des neutrinos à ultra-haute énergie avec la lune grâce aux antennes à large spectre du centre.
Lors de passage d'astéroïdes géocroiseurs à proximité de la Terre, les facultés radar des radiotélescopes permettent un rendu visuel. Il en a été ainsi lors du passage le 26 janvier 2015 de (357439) 2004 BL86 et de sa lune qui ont été "photographiés" ainsi.